# Raasiku
Raasiku – miasteczko w Estonii, w prowincji Harju, w gminie Raasiku.
Znajduje tu się stacja kolejowa Raasiku, położona na linii Tallinn – Narwa.